# Markušovce

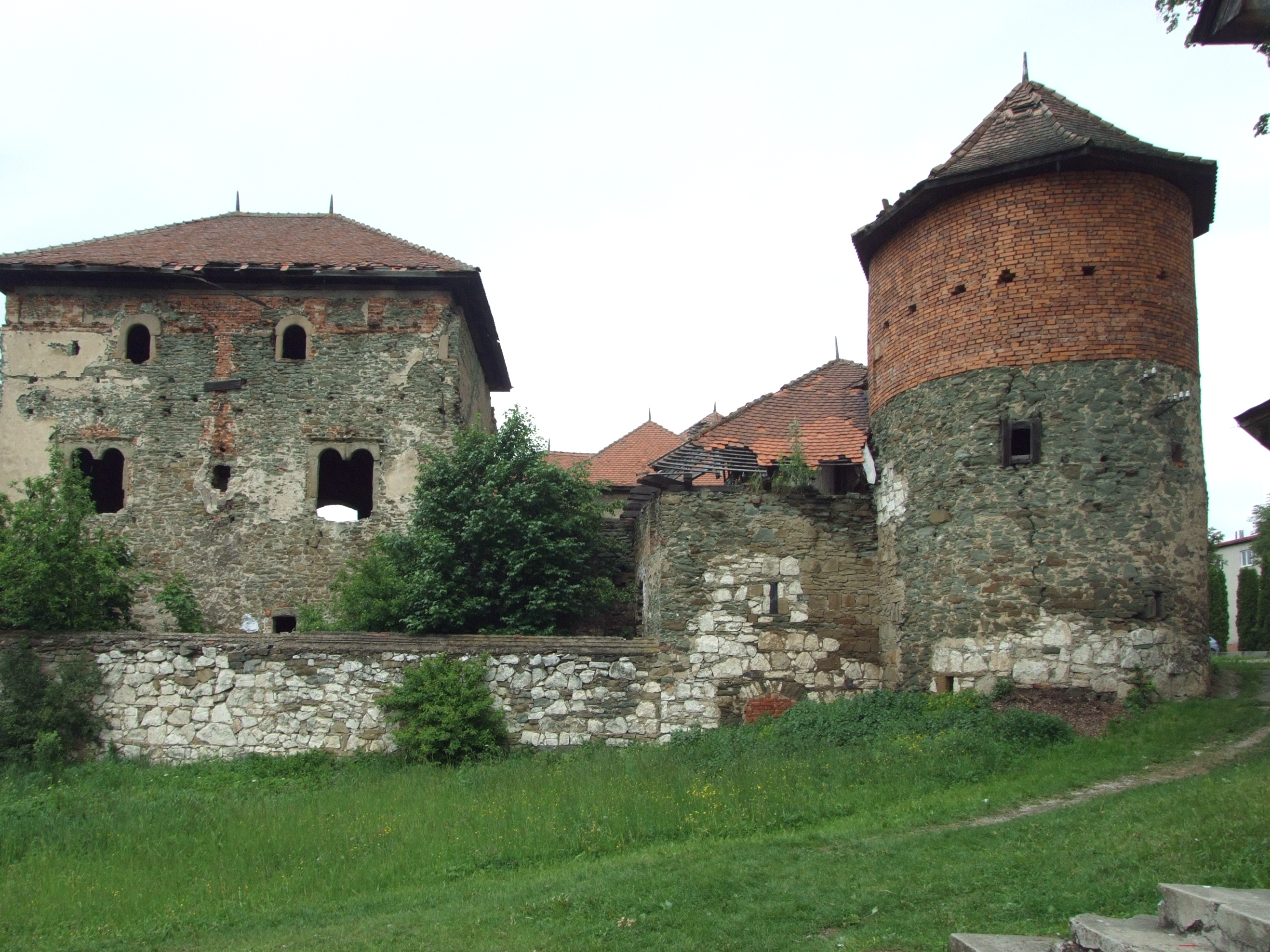
Ruiny zamku

Markušovce – wieś (obec) na Słowacji położona w kraju koszyckim, w powiecie Nowa Wieś Spiska. Pierwsze wzmianki o miejscowości pochodzą z roku 1289.
Według danych z dnia 31 grudnia 2012, wieś zamieszkiwało 4098 osób, w tym 2058 kobiet i 2040 mężczyzn.
W 2001 roku rozkład populacji względem narodowości i przynależności etnicznej wyglądał następująco:
- Słowacy – 92,63%
- Czesi – 0,09%
- Niemcy – 0,03%
- Polacy – 0,03%
- Romowie – 3,76%
- Ukraińcy – 0,03%

Ze względu na wyznawaną religię struktura mieszkańców kształtowała się w 2001 roku następująco:
- Katolicy rzymscy – 86,28%
- Grekokatolicy – 0,8%
- Ewangelicy – 0,62%
- Prawosławni – 0,03%
- Ateiści – 5,4%
- Nie podano – 5,49%

W miejscowości jest stacja kolejowa Markušovce.